# Songs for the Apocalypse Vol IV
Songs for the Apocalypse Vol IV è il quarto e ultimo album in studio del gruppo musicale svedese Memento Mori, pubblicato nel 1997.

## Tracce
1. "The Things You See (And the Things You Don't)"   – 4:24
2. "Under My Blackened Sky"  – 4:13
3. "One Sign Too Many"  – 4:20
4. "Burned by the Light"  – 6:04
5. "Memento Mori"  – 5:48
6. "I Prayed"  – 5:14
7. "Animal Magnetism"  – 5:25
8. "Out of Darkness"  – 5:56

## Formazione
- Messiah Marcolin - voce
- Mike Wead - chitarra
- Mikkey Argento - chitarra
- Marty Marteen - basso
- Tom Björn - batteria
- Miguel Robaina - tastiere